# Зуєв Микита Іванович
Микита Іванович Зуєв (рос. Никита Иванович Зуев; (1823—1890) — російський педагог, географ та картограф.

## Основні публікації
Надрукував: «Учебную книгу всеобщей истории» (4 изд., СПб., 1856), «Начертание древней географии и истории древних азиатских и африканских государств» (СПб., 1855); «Иллюстрированная география Российской империи» (СПб., 1887); «Опыт учебного руководства по всеобщей географии»; «Азовское море, с его приморскими городами, их жителями, промыслами и торговлей» (СПб., 1855); «Опыт учебного руководства по географии Российской империи»; «Краткое обозрение географии математической, физической и политической» (СПб., 1888); «Общее обозрение географии математической» та ін.
Видав атласи: географічний (1853), географіко-енциклопедичний (1859), історичний (1867), Російської імперії (1860), навчальний (1860) та ін, а також карти: Амура (1859), Афганістану (1855), Європейської Росії (1886), Царства Польського та ін.

## «Докладний атлас Російської імперії»
Для українознавства має значення також його «Докладний атлас Російської імперії» («Подробный атлас Российской империи»), що складався з 22 карт. Атлас підготовлено за дорученням міністра Народної освіти. Значна кількість карт стосувалися території України. На «Карті губерній Київської, Чернігівської, Полтавської, Волинської та Подільської» способом якісного фону позначені місця компактного проживання німців, євреїв, греків, татар. На «Карті губерній Харківської, Орловської, Тамбовської, Курської, Воронезької та Землі Війська Донського» теж способом якісного фону позначені місця компактного проживання німців та татар. «Карта губерній Херсонської, Таврійської, Катеринославської та Бессарабської Області» містить дані про татар, волохів, болгар, німців, греків, євреїв, вірмен, циган, сербів та поляків...